# Manoir de Pennijöggi
Le manoir de Pennijöggi (en allemand : Gutshaus Pennijöggi; en estonien Penijõe mõis) est un manoir estonien néoclassique situé non loin de la rivière Penijõgi dans la région de l'Ouest dans la commune de Lihula.

## Historique
Il appartenait du temps du gouvernement d'Estland à la paroisse (Kirchspiel) de Leal du district de Wiek.

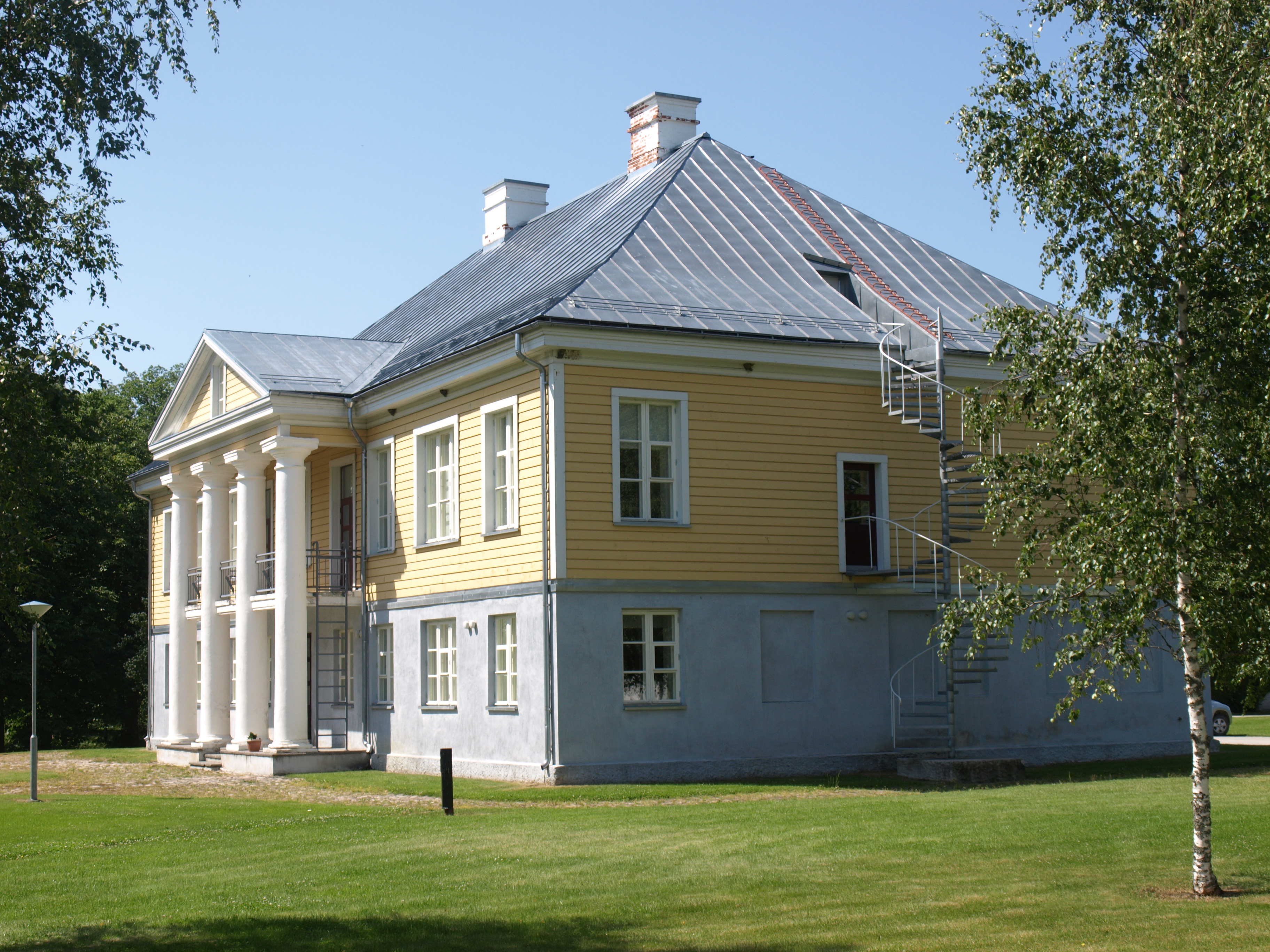
Vue du portique

Le domaine de Pennijöggi a été formé au début du XVIIe siècle. Un manoir est construit au XVIIIe siècle. Il est rehaussé en 1835 d'un étage avec un portique tétrastyle toscan en milieu de façade surmonté d'un fronton à la grecque.
Le domaine et son manoir ont été nationalisés en 1919, au moment des nouvelles lois foncières de la jeune république estonienne et son propriétaire Johannes von Wetter-Rosenthal est expulsé. C'est aujourd'hui le siège et le musée de la réserve naturelle de Matsalu. On y accède par une allée d'une centaine de mètres.